# Andrzej Fedorowicz
Andrzej Fedorowicz (Łomża; 30 de Dezembro de 1950 — ) é um político da Polónia. Ele foi eleito para a Sejm em 25 de Setembro de 2005 com 12752 votos em 24 no distrito de Białystok, candidato pelas listas do partido Liga Polskich Rodzin.
Ele também foi membro da Sejm 2001-2005.